# Philippa Marrack
Philippa Marrack FRS (Ewell, Inglaterra, 28 de junio de 1945) es una bióloga, inmunóloga, bioquímica, investigadora y catedrática inglesa radicada en los Estados Unidos. Es conocida por sus investigaciones sobre el desarrollo, apoptosis y supervivencia de las células T; los adyuvantes inmunológicos; las enfermedades autoinmunes; y por identificar los superantígenos, el mecanismo detrás del síndrome del choque tóxico. Trabaja en colaboración con su marido, el académico e investigador estadounidense John W. Kappler.

## Biografía
Philippa Marrack nació el 28 de junio de 1945 en Ewell, Inglaterra. Completó sus estudios de pregrado en 1967 y el doctorado en 1970 en el New Hall College de la Universidad de Cambridge. Durante su doctorado trabajó con Alan Munro en el Laboratorio de Biología Molecular del Consejo de Investigación Médica del Reino Unido, donde comenzó a estudiar las diferencias entre las células T y las células B. Realizó investigación postdoctoral con Richard Dutton en la Universidad de California en San Diego de 1971 a 1973 y ahí conoció a John W. Kappler.
Al terminar su trabajo en San Diego se casó con Kappler y ambos se trasladaron a Rochester, Nueva York, donde su marido consiguió trabajo como docente en la Universidad de Rochester. Marrack trabajó al principio como asistente de laboratorio de Kappler, hasta que fue nombrada profesora asistente en 1975 y posteriormente profesora asociada en 1979. La pareja se trasladó a Denver, Colorado, en 1979, para establecer un laboratorio en el National Jewish Health y Marrack comenzó a impartir clases en la Universidad de Colorado, donde llegó a ser profesora distinguida del departamento de Inmunología. Además fue nombrada investigadora del Instituto Médico Howard Hughes en 1986.

## Investigaciones
Kappler y Marrack son considerados uno de los equipos científicos con más experiencia en el estudio de las células T. Fueron uno de los primeros tres grupos de investigación que aislaron y describieron el receptor de células T a principios de los años 1980 (los otros fueron los liderados por Ellis Reinherz y Jim Allison) y después descubrieron cómo se destruyen las células T que atacan a los tejidos del propio organismo. Las alteraciones de este proceso son las que conducen a las enfermedades autoinmunes. Además identificaron los superantígenos de las bacterias, unas toxinas que estimulan sobremanera a las células T, produciendo una respuesta inmune excesiva que puede ser fatal y es la causa del síndrome del choque tóxico. También se han dedicado a estudiar los motivos de la mayor frecuencia de enfermedades autoinmunes en el sexo femenino.
Marrack ha publicado cientos de artículos en revistas académicas, sus estudios han sido citados por miles de investigadores en todo el mundo y han servido como base para muchos hallazgos científicos; ha formado parte del comité editorial de prestigiadas publicaciones científicas como Cell, Science y Journal of Immunology; fue presidenta de la Asociación estadounidense de Inmunólogos (2000-2001); y ha recibido múltiples reconocimientos por sus descubrimientos y contribuciones al campo de la Inmunología.

## Reconocimientos
Entre otros reconocimientos ha recibido:
- Nombramiento de investigadora por el Instituto Médico Howard Hughes (1986)
- Miembro de la Royal Society (1987)
- Miembro de la Academia Nacional de Ciencias de Estados Unidos (1989)
- Premio de la Royal Society Wellcome Foundation (1990)
- Miembro de la Academia Estadounidense de las Artes y las Ciencias (1991)
- Premio William B. Coley del Cancer Research Institute (1993)
- Premio Paul Ehrlich y Ludwig Darmstaedter (1993)
- Premio Louisa Gross Horwitz de la Universidad de Columbia (1994)
- Premio a la Excelencia en Ciencia de la FASEB (1995)
- Premio Dickson de Medicina de la Universidad de Pittsburgh (1996)
- Premio Howard Taylor Ricketts de la Universidad de Chicago (1999)
- Lifetime Achievement Award de la Asociación Estadounidense de Inmunólogos (2003)
- Premio L'Oreal-UNESCO a las Mujeres en la Ciencia (2004)
- Premio Pearl Meister Greengard de la Universidad Rockefeller (2005)
- Premio Rabino Shai Shackner de la Universidad de Jerusalén
- Premio Wolf en Medicina (2015)
- Elegida para el National Women's Hall of Fame (2015)